# Dułowo (Bułgaria)
Dułowo (bułg. Дулово) – miasto w Bułgarii, w obwodzie Silistra. W 2019 roku liczyło 6 430 mieszkańców.